# Bound Skerry
Bound Skerry är en klippa i Storbritannien. Klippön hör till Out Skerries, en samling små öar i östra Shetlandsöarna. Bound Skerry är inte bara Shetlandsöarnas östligaste punkt, den är också den östligaste delen av hela Skottland.
På ön finns ett fyrtorn, byggt 1857 till en kostnad av 21 000 pund. Robert Louis Stevensons familj var fyrbyggare, och hans signatur kan ses i tornets gästbok. Fyrvaktarna bodde på intilliggande Grunay.
Ön bombades två gånger under andra världskriget av tyska Luftwaffe, då de hade misstankar om att det fanns en ammunitionsfabrik på ön.

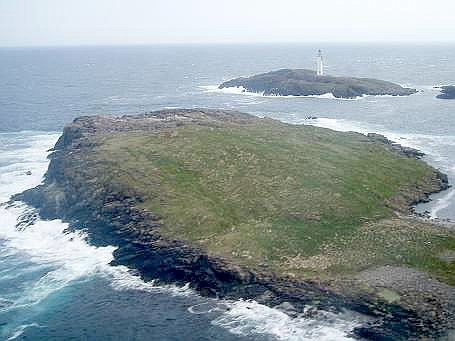
Utsikt över Grunay med Bound Skerry i bakgrunden.